# Piet Marais
Pour les articles homonymes, voir Marais.
Pieter Gabriel Marais (né le 23 octobre 1932 à Robertson et mort en décembre 2001 à Stellenbosch en Afrique du Sud) est un avocat et un homme politique sud-africain. Membre du parti national, membre de la chambre de l'assemblée du parlement pour la circonscription de Stellenbosch (1982-1994), membre du gouvernement de Klerk, en tant que ministre de l'éducation nationale, il termine sa carrière politique comme membre du Sénat (1994-1996) puis du Conseil national des provinces (1996-1999). 

## Biographie
Fils de Pieter Gabriel Marais et de son épouse Elizabeth Magdalena van Graan, Piet Marais fait des études de droit à l'université de Stellenbosch et devient avocat.
Député de Stellenbosch, élu en 1982 lors d'une élection partielle, Piet Marais apparait comme un membre réformateur (verlighte) du parti national. Il est ainsi d'abord l'un des plus fervents partisans des réformes de l'apartheid entamés par Pieter Botha. Estimant que celles-ci ne vont assez loin, il soutient Barend du Plessis avant de se rallier à Frederik de Klerk. 
En octobre 1991, il devient ministre de l'administration, de l'éducation et de la culture pour les questions relevant de la chambre de l'assemblée (élue par les blancs d'Afrique du Sud). Il récupère le poste de ministre de la main d’œuvre en janvier 1992 qu'il abandonne en mai 1992 pour celui de l'éducation nationale. Il est étroitement associé aux négociations de Kempton Park visant à mettre en place une nouvelle Afrique du Sud post-apartheid. Marais est particulièrement associé aux discussions concernant les clauses linguistiques et, au côté de Roelf Meyer et de Cyril Ramaphosa, valide le choix du nouveau drapeau national. 
Après les élections générales sud-africaines de 1994, il devient le porte-parole de l'éducation pour le Parti national et le négociateur-adjoint du parti national pour la rédaction de la nouvelle constitution. 
Successivement chef du parti national au sein du Sénat puis du Conseil national des provinces, il termine sa carrière politique comme conseiller spécial auprès du chef du parti national, Frederik de Klerk puis Marthinus van Schalkwyk. 
Piet Marais se retire de la vie politique en 1999 et meurt à l'âge de 69 ans d'un cancer du foie en décembre 2001.

## Vie privée
Marié à Anna Van der Merwe (1958), il a eu deux filles, Hélène et Elza, et un fils, Peter.

### Sources
- (af) Nécrologie, Rapport, décembre 2001